# Youdiou
Youdiou est une localité et une commune rurale du Mali de l'arrondissement central de Koro, dans le cercle de Koro et la région de Bandiagara.

## Villages
La commune s'étend sur 12 localités relevées lors du recensement général de 2009. 
Les villages les plus peuplés sont :
- Youdiou (3 250 habitants)
- Patin (2 222 habitants)
- Ogodengou (2 013 habitants)